# Alice Hamilton
Alice Hamilton (New York, 27 febbraio 1869 – Hadlyme, 22 settembre 1970) è stata un medico statunitense, meglio conosciuta come una dei maggiori esperti nel campo della salute sul lavoro e una pioniera nel campo della tossicologia industriale.

## Primi anni
Alice Hamilton nacque nel 1869 a Manhattan. Trascorse un'infanzia protetta in una famiglia allargata a Fort Wayne, nell'Indiana, dove suo nonno Allen Hamilton, un immigrato irlandese, si era stabilito nel 1823.
Alice era la seconda di cinque figli, i quali si distinsero particolarmente nei rispettivi campi: Edith e Margaret furono educatrici e direttrici della Bryn Mawr School di Baltimora, Norah divenne un'artista e Arthur uno scrittore, professore di spagnolo e assistente decano per studenti stranieri all'Università dell'Illinois a Urbana-Champaign.

## Formazione
I genitori di Hamilton istruirono a casa i loro bambini sin da piccoli. Seguendo una tradizione familiare tra le donne di casa Hamilton, Alice completò i suoi primi studi alla Miss Porter's School a Farmington, nel Connecticut dal 1886 al 1888.
Dopo il suo ritorno in Indiana studiò scienze con un insegnante di liceo a Fort Wayne e anatomia al Fort Wayne College of Medicine per un anno prima di iscriversi all'Università del Michigan nel 1892, per poi laurearsi in medicina nel 1893.
Tra il 1893 e il 1894 completò i tirocini presso il Northwestern Hospital for Women and Children di Minneapolis e presso il New England Hospital for Women and Children di Roxbury, un quartiere periferico di Boston, per acquisire esperienza clinica. Tornò all'Università del Michigan nel febbraio 1895 per studiare batteriologia come assistente di laboratorio di Frederick George Novy e iniziò a sviluppare l'interesse per la salute pubblica.
Nell'autunno del 1895 si recò con sua sorella Edith in Germania. Le due sorelle affrontarono una certa opposizione ai loro sforzi per studiare all'estero. Sebbene Alice fosse stata accolta a Francoforte, le sue richieste di studio a Berlino furono respinte e fu vittima di pregiudizi nei confronti delle donne nelle università di Monaco e Lipsia.
Quando Alice tornò negli Stati Uniti nel settembre 1896, continuò gli studi post-laurea per un anno alla Johns Hopkins University Medical School, dove lavorò con Simon Flexner, William H. Welch e William Osler.

## Carriera

### Primi anni alla Chicago's Hull House
Nel 1897 Hamilton accettò un'offerta per diventare professore di patologia presso la Woman's Medical School della Northwestern University. Poco dopo il suo trasferimento a Chicago divenne membro dell'Hull House, la casa di insediamento fondata dai riformatori sociali Jane Addams ed Ellen Gates Starr. Hamilton divenne il medico personale di Jane Addams e si offrì di fare volontariato all'Hull House per insegnare inglese e arte. Diresse la scherma maschile e i club di atletica, gestì una clinica per bambini e visitò i malati nelle loro case.
Attraverso il lavoro alla Hull House e convivendo con i poveri residenti della comunità, Hamilton assistette agli effetti sulla salute dei lavoratori esposti al monossido di carbonio e al piombo. Di conseguenza divenne sempre più interessata ai problemi dei lavoratori, in particolare infortuni e malattie professionali. La sua esperienza la portò a considerare come unire i suoi interessi in scienze mediche e riforme sociali per migliorare la salute dei lavoratori americani.
Quando la Woman's Medical School chiuse nel 1902, divenne batteriologa presso il Memorial Institute for Infectious Diseases, lavorando con Ludvig Hektoen e Ruth Tunnicliffe. Inoltre su un'epidemia di tifo a Chicago prima di concentrare le sue ricerche sull'indagine sulle malattie industriali. Alcune delle prime ricerche di Hamilton in quest'area includevano tentativi di identificare le cause di tifo e tubercolosi nella comunità circostante l'Hull House. Il suo lavoro sul tifo nel 1902 portò alla sostituzione del capo ispettore sanitario della zona da parte del Chicago Board of Health.
Lo studio della medicina sul lavoro era diventato sempre più importante in quanto la rivoluzione industriale della fine del XIX secolo aveva portato a nuovi pericoli sul posto di lavoro. Nel 1907 Hamilton iniziò ad esplorare la letteratura esistente dall'estero e, notando che la medicina del lavoro non era molto considerata negli Stati Uniti, pubblicò il suo primo articolo sull'argomento nel 1908.

### Ispettrice sanitaria
Hamilton iniziò la sua lunga carriera nel campo della salute pubblica e della sicurezza sul lavoro nel 1910, quando il governatore dell'Illinois Charles S. Deneen la nominò ispettrice sanitaria presso la neo-costituita Commissione per le malattie professionali dell'Illinois. Hamilton guidò le indagini della commissione incentrate su veleni industriali come piombo e altre tossine. Inoltre fu autrice dell'Illinois Survey, il rapporto della Commissione che documentava le sue scoperte sui processi industriali che esponevano i lavoratori a condurre avvelenamenti e altre malattie. Gli sforzi della commissione portarono all'adozione delle prime leggi sulla compensazione dei lavoratori nell'Illinois nel 1911, in Indiana nel 1915, e alle leggi sulle malattie professionali in altri stati. Le nuove leggi imponevano ai datori di lavoro di adottare misure di sicurezza per proteggere gli operai.
Nel 1916 Hamilton era diventata la principale autorità americana per quanto riguardava l'avvelenamento da piombo. Studiò una serie di questioni per una varietà di comitati sanitari statali e federali ed effettuò ricerche sui disordini tossici professionali, esaminando gli effetti di sostanze come coloranti all'anilina, monossido di carbonio, mercurio, piombo tetraetile, radio, benzene, disolfuro di carbonio e idrogeno solforato. Nel 1925, durante una conferenza del Servizio sanitario pubblico sull'uso del piombo nella benzina, testimoniò contro l'uso del piombo e avvertì del pericolo che rappresentava per le persone e l'ambiente. L'EPA nel 1988 stimò che in 60 anni 68 milioni di bambini avevano subito un'alta esposizione tossica a causa di carburanti al piombo.
Il suo lavoro sulla produzione di piombo bianco e ossido di piombo effettuato da ispettrice speciale del Bureau of Labor Statistics degli Stati Uniti è considerato uno studio di riferimento. Fu pioniera dell'epidemiologia occupazionale e dell'igiene industriale e le sue scoperte furono scientificamente persuasive e influenzarono ampie riforme sanitarie che cambiarono le leggi e le pratiche generali per migliorare la salute dei lavoratori.
Durante la prima guerra mondiale l'esercito statunitense le assegnò il compito di risolvere un'epidemia dovuta ad un misterioso alimento in un impianto di munizioni in New Jersey. Hamilton dedusse che i lavoratori si erano ammalati tramite contatto con il trinitrotoluene (TNT). Raccomandò ai lavoratori di indossare abiti protettivi da lavare alla fine di ogni turno, risolvendo il problema.
La ricerca più nota di Hamilton includeva i suoi studi sull'avvelenamento da monossido di carbonio tra i siderurgici americani, l'avvelenamento da mercurio dei cappellai e una condizione debilitante della mano sviluppata da lavoratori che usano martelli pneumatici. Su richiesta del Dipartimento del Lavoro degli Stati Uniti ispezionò le industrie coinvolte nello sviluppo di esplosivi ad alto potenziale. Inoltre fu membro del Comitato per le indagini scientifiche sulla mortalità per tubercolosi nei commerci polverosi, i cui sforzi gettarono le basi per ulteriori studi ed eventuali riforme diffuse nel settore.

### Attivista per i diritti delle donne e per la pace
Durante i suoi anni a Hull House, Hamilton si schierò per i diritti delle donne e per i movimenti per la pace. Si recò con Jane Addams ed Emily Greene Balch al Congresso internazionale delle donne dell'Aia del 1915, dove conobbero la suffragista Aletta Jacobs.
Hamilton tornò in Europa con Addams nel maggio 1919 per partecipare al secondo Congresso internazionale delle donne a Zurigo. Inoltre fu coinvolta insieme ad Addams, Jacobs e alla quacchera Carolena M. Wood in una missione umanitaria in Germania per distribuire aiuti alimentari e indagare sui rapporti di carestia.

### Assistente alla Harvard Medical School

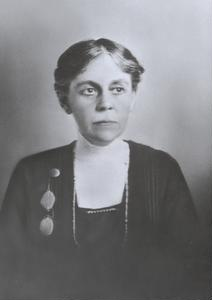
Alice Hamilton durante il suo primo anno ad Harvard, 1919

Nel gennaio 1919 divenne docente assistente nel dipartimento di medicina industriale appena costituito presso la Harvard Medical School, rendendola la prima donna in assoluto nominata alla facoltà dell'dell'Università di Harvard.
Durante i suoi anni ad Harvard dal 1919 al suo pensionamento nel 1935, Hamilton non ricevette mai una promozione della facoltà e tenne solo una serie di incarichi triennali, affrontando diversi casi di discriminazione in quanto donna: era esclusa dalle attività sociali, non poteva entrare nell'unione di Harvard, frequentare il Faculty Club o ricevere una quota di biglietti per il calcio. Inoltre non le fu permesso di marciare alle cerimonie di inizio dell'università, come era consentito ai membri della facoltà maschile.
Fu autrice di Industrial Poison negli Stati Uniti (1925), il primo libro di testo americano sull'argomento e un altro libro di testo correlato intitolato Industrial Toxicology (1934). Alla conferenza sul piombo tetraetile a Washington nel 1925, Hamilton fu una critica di spicco nell'aggiunta del piombo tetraetile alla benzina.
I suoi interessi specifici nelle libertà civili, nella pace, nel controllo delle nascite e nella legislazione sul lavoro protettivo per le donne indussero alcuni dei suoi critici a considerarla "radicale" e "sovversiva". Dal 1924 al 1930 fu l'unica donna membro del Comitato sanitario della Società delle Nazioni. Nel 1924 visitò l'Unione Sovietica e nel 1933 la Germania nazista. Scrisse The Youth Who Are Hitler's Strength, pubblicato sul New York Times. L'articolo descriveva lo sfruttamento nazista della gioventù negli anni tra le due guerre mondiali. Inoltre criticò l'istruzione nazista, in particolare la formazione domestica per le ragazze.

## Ultimi anni
Dopo il suo ritiro da Harvard nel 1935, Hamilton divenne consulente medico della divisione americana degli standard di lavoro. La sua ultima indagine sul campo riguardò l'industria del rayon. Inoltre fu presidente della National Consumers League dal 1944 al 1949.
Trascorse gli ultimi anni ad Hadlyme, nel Connecticut, nella casa che aveva acquistato nel 1916 con sua sorella Margaret. La sua autobiografia Exploring the Dangerous Trades fu pubblicata nel 1943.
Morì di ictus nel 1970, all'età di 101 anni. È sepolta al Cove Cemetery di Hadlyme.

## Riconoscimenti e premi
- Hamilton ricevette lauree honoris causa dall'Università del Michigan, dal Mount Holyoke College e dallo Smith College.[50]
- È stata inclusa in American Men in Science: A Biographical Dictionary (1906).
- Nel 1935 Eleanor Roosevelt le consegnò il National Achievement Award della fraternità femminile Chi Omega.[51]
- Nel 1947 divenne la prima donna a ricevere l'Albert Lasker Public Service Award per i suoi contributi di servizio pubblico.[52]
- Nel 1956 fu nominata Donna dell'anno della rivista TIME nella medicina.[53]
- Nel 1973 fu inserita nella National Women's Hall of Fame.[54]
- Il 21 settembre 2002, l'American Chemical Society descrisse Hamilton e il suo lavoro nella tossicologia industriale come un punto di riferimento chimico nazionale storico in riconoscimento del suo ruolo pionieristico nello sviluppo della medicina del lavoro.[24]
- Ogni anno la Commissione per la promozione della salute pubblica della Harvard TH Chan School of the Advancement of Women (CAWF) sponsorizza la conferenza e il premio annuale Alice Hamilton per il riconoscimento delle donne della facoltà junior particolarmente promettenti.[55]

## Opere selezionate

### Libri
- Industrial Poisons in the United States (1925)[39]
- Industrial Toxicology (1934 'rev. 1949)[3]
- Exploring the Dangerous Trades: The Autobiography of Alice Hamilton, MD (1943).[47]

### Articoli
- "Hitler Speaks: His Book Reveals the Man," Atlantic Monthly (1933)
- "The Youth Who Are Hitler's Strength," New York Times, 1933
- "A Woman of Ninety Looks at Her World," Atlantic Monthly (1961)